# Champions League di ciclismo su pista 2024
La Champions League di ciclismo su pista 2024, quarta edizione della competizione, ha avuto inizio il 23 novembre 2024 a Parigi e si è conclusa il 7 dicembre 2024 a Londra.
La competizione è stata vinta dall'olandese Harrie Lavreysen (sprint) e dal canadese Dylan Bibic (endurance) in campo maschile, e dalla atleta neutrale Alina Lysenko (sprint) e dalla britannica Katie Archibald (endurance) in campo femminile.

## Calendario
| Data        | Città     | Velodromo                              |
| ----------- | --------- | -------------------------------------- |
| 23 novembre | Parigi    | Velodromo di Saint-Quentin-en-Yvelines |
| 29 novembre | Apeldoorn | Omnisport Apeldoorn                    |
| 30 novembre | Apeldoorn | Omnisport Apeldoorn                    |
| 6 dicembre  | Londra    | Lee Valley VeloPark                    |
| 7 dicembre  | Londra    | Lee Valley VeloPark                    |

## Sistema di punteggio
| Posizione | 1  | 2  | 3  | 4  | 5  | 6  | 7 | 8 | 9 | 10 | 11 | 12 | 13 | 14 | 15 | 16-18 |
| --------- | -- | -- | -- | -- | -- | -- | - | - | - | -- | -- | -- | -- | -- | -- | ----- |
| Punti     | 20 | 17 | 15 | 13 | 11 | 10 | 9 | 8 | 7 | 6  | 5  | 4  | 3  | 2  | 1  | 0     |

## Classifiche

### Sprint

#### Uomini
| Pos. | Ciclista              | PAR | PAR              | APE | APE | APE2 | APE2 | LON | LON | LON2 | LON2 | Punti |   |               |     |
| ---- | --------------------- | --- | ---------------- | --- | --- | ---- | ---- | --- | --- | ---- | ---- | ----- | - | ------------- | --- |
| Pos. | Ciclista              | 1   | Harrie Lavreysen | 2   | 2   | 1    | 2    | 1   | 3   | 1    | 1    | Punti | 1 | Non disputato | 166 |
| 2    | Matthew Richardson    | 1   | 1                | 5   | 4   | 2    | 1    | 2   | 3   | 4    | 146  |       |   | Non disputato |     |
| 3    | Cristian Ortega       | 5   | 4                | 4   | 1   | 6    | 2    | 5   | 2   | 13   | 115  |       |   | Non disputato |     |
| 4    | Leigh Hoffman         | 4   | 13               | 6   | 15  | 4    | 4    | 4   | 4   | 2    | 96   |       |   | Non disputato |     |
| 5    | Nicholas Paul         | 3   | 5                | 2   | 3   | 7    | 5    | 14  | 14  | 5    | 93   |       |   | Non disputato |     |
| 6    | Jeffrey Hoogland      | 6   | 7                | 3   | 7   | 16   | 6    | 3   | 9   | 3    | 90   |       |   | Non disputato |     |
| 7    | Thomas Cornish        | 8   | 10               | 11  | 10  | 10   | 8    | 6   | 6   | 12   | 63   |       |   | Non disputato |     |
| 8    | Mateusz Rudyk         | 14  | 6                | 12  | 6   | 9    | 7    | 12  | 7   | 14   | 57   |       |   | Non disputato |     |
| 9    | Jair Tjon En Fa       | 11  | 8                | 16  | 5   | 5    | 15   | 9   | 5   | 15   | 55   |       |   | Non disputato |     |
| 10   | Rayan Helal           | 13  | 18               | 10  | 12  | 3    | 10   | 8   | 8   | 17   | 50   |       |   | Non disputato |     |
| 11   | Mikhail Yakovlev      | 7   | 12               | 9   | 13  | 17   | 12   | 10  | 13  | 7    | 45   |       |   | Non disputato |     |
| 12   | Muhammad Shah Firdaus | 12  | 11               | 17  | 8   | 11   | 14   | 11  | 15  | 8    | 38   |       |   | Non disputato |     |
| 13   | Sam Dakin             | 9   | 9                | 15  | 9   | 15   | 16   | 18  | 10  | 11   | 34   |       |   | Non disputato |     |
| 14   | Harry Ledingham-Horn  | 12  | 11               | 8   | 16  | 18   | 18   | 13  | 12  | 9    | 30   |       |   | Non disputato |     |
| 15   | Kevin Quintero        | 18  | 3                | 13  | 14  | 14   | 13   | 16  | 11  | 16   | 30   |       |   | Non disputato |     |
| 16   | Tayte Ryan            | 15  | 16               | 7   | 11  | 8    | 11   | 15  | 16  | 18   | 29   |       |   | Non disputato |     |
| 17   | Vasilijus Lendel      | 17  | 15               | 18  | 17  | 12   | 17   | 7   | 18  | 6    | 24   |       |   | Non disputato |     |
| 18   | Luca Spiegel          | 16  | 17               | 14  | 18  | 13   | 9    | 17  | 17  | 10   | 18   |       |   | Non disputato |     |

#### Donne
| Pos. | Ciclista                 | PAR | PAR           | APE        | APE        | APE2       | APE2       | LON        | LON        | LON2       | LON2 | Punti |   |               |     |
| ---- | ------------------------ | --- | ------------- | ---------- | ---------- | ---------- | ---------- | ---------- | ---------- | ---------- | ---- | ----- | - | ------------- | --- |
| Pos. | Ciclista                 | 1   | Alina Lysenko | 3          | 1          | 1          | 1          | 1          | 1          | 11         | 1    | Punti | 2 | Non disputato | 140 |
| 2    | Emma Finucane            | 1   | 2             | 4          | 11         | 7          | 14         | 1          | 2          | 1          | 123  |       |   | Non disputato |     |
| 3    | Martha Bayona            | 2   | 4             | 3          | 3          | 2          | 7          | 7          | 3          | 6          | 120  |       |   | Non disputato |     |
| 4    | Ellesse Andrews          | 5   | 10            | 2          | 2          | 5          | 5          | 2          | 4          | 3          | 118  |       |   | Non disputato |     |
| 5    | Steffie van der Peet     | 8   | 3             | 5          | 4          | 6          | 2          | 6          | 5          | 5          | 106  |       |   | Non disputato |     |
| 6    | Katy Marchant            | 4   | 17            | 7          | 5          | 4          | 12         | 5          | 12         | 4          | 78   |       |   | Non disputato |     |
| 7    | Sophie Capewell          | 14  | 6             | 15         | 9          | 10         | 9          | 3          | 7          | 7          | 66   |       |   | Non disputato |     |
| 8    | Kristina Clonan          | 6   | 15            | 8          | 6          | 8          | 8          | 8          | 8          | 14         | 63   |       |   | Non disputato |     |
| 9    | Miriam Vece              | 10  | 11            | 11         | 13         | 3          | 6          | 9          | 14         | 10         | 59   |       |   | Non disputato |     |
| 10   | Mathilde Gros            | 7   | 5             | 6          | 16         | 16         | 3          | 15         | 16         | 12         | 50   |       |   | Non disputato |     |
| 11   | Hetty van de Wouw        | 11  | 9             | 10         | 17         | 11         | 13         | 10         | 6          | 11         | 47   |       |   | Non disputato |     |
| 12   | Daniela Gaxiola          | 15  | 8             | 12         | 14         | 12         | 10         | 16         | 10         | 8          | 39   |       |   | Non disputato |     |
| 13   | Shaane Fulton            | 17  | 16            | 9          | 7          | 13         | 11         | 12         | 15         | 9          | 36   |       |   | Non disputato |     |
| 14   | Alessa-Catriona Pröpster | 9   | 13            | 16         | 10         | 15         | 17         | 4          | 17         | 13         | 33   |       |   | Non disputato |     |
| 15   | Stefany Cuadrado         | 16  | 7             | 17         | 15         | 14         | 4          | 14         | 13         | 17         | 30   |       |   | Non disputato |     |
| 16   | Rebecca Petch            | 13  | 18            | 13         | 12         | 9          | 15         | 17         | 9          | 15         | 26   |       |   | Non disputato |     |
| 17   | Alla Biletska            | 12  | 14            | 14         | 8          | 17         | 16         | 13         | 11         | 16         | 24   |       |   | Non disputato |     |
| 18   | Nicky Degrendele         | 18  | 12            | Infortunio | Infortunio | Infortunio | Infortunio | Infortunio | Infortunio | Infortunio | 4    |       |   | Non disputato |     |

### Endurance

#### Uomini
| Pos. | Ciclista             | PAR | PAR         | APE | APE | APE2       | APE2       | LON        | LON        | LON2       | LON2 | Punti |   |               |     |
| ---- | -------------------- | --- | ----------- | --- | --- | ---------- | ---------- | ---------- | ---------- | ---------- | ---- | ----- | - | ------------- | --- |
| Pos. | Ciclista             | 1   | Dylan Bibic | 1   | 4   | 2          | 1          | 9          | 2          | 10         | 1    | Punti | 6 | Non disputato | 130 |
| 2    | Tobias Hansen        | 6   | 7           | 1   | 2   | 7          | 1          | 11         | 4          | 9          | 110  |       |   | Non disputato |     |
| 3    | Lindsay De Vylder    | 11  | 3           | 3   | 7   | 6          | 7          | 12         | 2          | 1          | 104  |       |   | Non disputato |     |
| 4    | Oscar Nilsson-Julien | 8   | 2           | 10  | 6   | 2          | 16         | 4          | 6          | 5          | 90   |       |   | Non disputato |     |
| 5    | Keegan Hornblow      | 3   | 12          | 7   | 16  | 4          | 6          | 7          | 8          | 2          | 85   |       |   | Non disputato |     |
| 6    | Oscar Nilsson-Julien | 8   | 2           | 10  | 6   | 2          | 16         | 4          | 6          | 12         | 85   |       |   | Non disputato |     |
| 7    | Blake Agnoletto      | 10  | 6           | 8   | 3   | 13         | 3          | 9          | 3          | 11         | 84   |       |   | Non disputato |     |
| 8    | Alex Vogel           | 5   | 17          | 11  | 14  | 5          | 12         | 2          | 12         | 3          | 69   |       |   | Non disputato |     |
| 9    | Filip Prokopyszyn    | 9   | 9           | 4   | 11  | 11         | 5          | 5          | 14         | 10         | 67   |       |   | Non disputato |     |
| 10   | Philip Heijnen       | 12  | 5           | 12  | 5   | 12         | 10         | 3          | 16         | 8          | 63   |       |   | Non disputato |     |
| 11   | Peter Moore          | 16  | 11          | 15  | 15  | 1          | 13         | 1          | 7          | 13         | 62   |       |   | Non disputato |     |
| 12   | Clément Petit        | 2   | 14          | 9   | 12  | 14         | 15         | 8          | 9          | 7          | 57   |       |   | Non disputato |     |
| 13   | William Perrett      | 13  | 1           | 14  | 10  | 10         | 14         | 13         | 15         | 4          | 56   |       |   | Non disputato |     |
| 14   | Tim Wafler           | 14  | 8           | 6   | 9   | 8          | 9          | 14         | 10         | 15         | 51   |       |   | Non disputato |     |
| 15   | Roy Eefting-Bloem    | 7   | 15          | 13  | 8   | 15         | 11         | 15         | 13         | 14         | 33   |       |   | Non disputato |     |
| 16   | Grant Koontz         | 4   | 13          | 16  | 13  | Infortunio | Infortunio | Infortunio | Infortunio | Infortunio | 19   |       |   | Non disputato |     |
| 17   | Claudio Imhof        | 15  | 16          | 17  | 17  | 16         | 8          | 16         | 11         | 16         | 14   |       |   | Non disputato |     |

#### Donne
| Pos. | Ciclista           | PAR | PAR             | APE | APE | APE2 | APE2 | LON | LON | LON2 | LON2 | Punti |   |   |     |
| ---- | ------------------ | --- | --------------- | --- | --- | ---- | ---- | --- | --- | ---- | ---- | ----- | - | - | --- |
| Pos. | Ciclista           | 1   | Katie Archibald | 1   | 1   | 2    | 2    | 12  | 1   | 2    | 9    | Punti | 1 | 2 | 159 |
| 2    | Anita Stenberg     | 2   | 9               | 16  | 1   | 10   | 9    | 1   | 3   | 2    | 5    | 120   |   |   |     |
| 3    | Lara Gillespie     | 8   | 4               | 11  | 3   | 2    | 13   | 15  | 1   | 3    | 3    | 112   |   |   |     |
| 4    | Sarah Van Dam      | 4   | 8               | 1   | 12  | 3    | 5    | 8   | 2   | 9    | 14   | 105   |   |   |     |
| 5    | Anna Morris        | 5   | 6               | 12  | 7   | 6    | 4    | 4   | 6   | 11   | 4    | 98    |   |   |     |
| 6    | Yareli Acevedo     | 6   | 2               | 17  | 17  | 9    | 2    | 12  | 5   | 8    | 1    | 94    |   |   |     |
| 7    | Petra Ševčíková    | 13  | 7               | 9   | 4   | 1    | 3    | 14  | 15  | 6    | 6    | 90    |   |   |     |
| 8    | Samantha Donnelly  | 9   | 14              | 5   | 6   | 7    | 8    | 13  | 4   | 4    | 7    | 85    |   |   |     |
| 9    | Olivija Baleišytė  | 17  | 5               | 4   | 8   | 5    | 6    | 5   | 13  | 7    | 8    | 84    |   |   |     |
| 10   | Mia Griffin        | 3   | 13              | 3   | 14  | 8    | 11   | 9   | 17  | 12   | 12   | 63    |   |   |     |
| 11   | Neah Evans         | 10  | 3               | 6   | 10  | 14   | 18   | 6   | 12  | 14   | 15   | 56    |   |   |     |
| 12   | Nora Tveit         | 14  | 12              | 14  | 5   | 17   | 7    | 18  | 7   | 5    | 9    | 55    |   |   |     |
| 13   | Ellen Klinge       | 7   | 10              | 15  | 11  | 13   | 12   | 7   | 8   | 18   | 11   | 50    |   |   |     |
| 14   | Cybèle Schneider   | 18  | 11              | 10  | 15  | 11   | 15   | 3   | 10  | 13   | 10   | 48    |   |   |     |
| 15   | Ebtissam Mohamed   | 16  | 17              | 13  | 13  | 4    | 10   | 10  | 11  | 10   | 16   | 42    |   |   |     |
| 16   | Jess Roberts       | 12  | 16              | 8   | 9   | 15   | 14   | 11  | 16  | 16   | 13   | 30    |   |   |     |
| 17   | Erin Creighton     | 11  | 15              | 7   | 16  | 16   | 16   | 16  | 14  | 15   | 18   | 18    |   |   |     |
| 18   | Lucy Bénézet Minns | 15  | 18              | 18  | 18  | 18   | 17   | 17  | 18  | 17   | 17   | 1     |   |   |     |